# SpVgg 1897 Hannover
SpVgg 1897 Hannover was een Duitse voetbalclub uit Hannover. De club werd in 1928 opgericht na een fusie tussen Hannoverscher SC 02 en FSV Sport Rot-Weiß 1899 Hannover. Waarom de club voor het jaartal 1897 gekozen heeft, terwijl beide fusieclubs niet in dit jaartal werden opgericht is een raadsel. De club was tot aan het einde van de Tweede Wereldoorlog actief op het hoogste niveau. In 1946 fuseerde de club met FTS 1893 Hannover tot HSC Hannover.

## Geschiedenis

### Hannoverscher SC 02
Hannoverscher SC 02 werd in 1902 opgericht. Een jaar later was de club een van de stichtende leden van de Hannoverse voetbalbond. Het duurde echter tot 1909 vooraleer de club in de hoogste klasse van deze bond speelde. De club eindigde steevast in de middenmoot en toen de Noord-Duitse voetbalbond in 1913 de NFV-Liga invoerde als grote competitie in Noord-Duitsland kwalificeerden zich hier enkel Hannoverscher FC 96 en FC Eintracht voor. De Hannoverse competitie was dit seizoen de tweede klasse. Nu twee grote concurrenten er niet waren claimde de club meteen de titel.
Door het uitbreken van de Eerste Wereldoorlog werd de NFV-Liga meteen weer begraven. Er vond hierdoor ook twee jaar geen competitie plaats, maar in 1916 werd deze hervat. Na één seizoen trok de club zich terug uit de competitie.
In 1920 nam de club opnieuw deel aan de competitie. De stadscompetities werden afgeschaft en er kwamen twee reeksen in Noord-Duitsland en de club werd achtste op tien clubs. Het volgende seizoen kwamen er vijf reeksen en SC 02 speelde in de competitie Südkreis. Na dit seizoen werden al deze reeksen nog verder opgedeeld en omgedoopt in de competitie van Zuid-Hannover-Braunschweig. Na twee vicetitels achter Arminia Hannover en Eintracht Braunschweig werd de club voor het eerst kampioen in 1925/26. Hierdoor plaatste de club zich voor het eerst voor de Noord-Duitse eindronde. Na Bremer SV 06 verslagen te hebben kwalificeerde de club zich voor de groepsfase, waar ze vierde werden. Twee jaar later volgde een nieuwe titel. Na de reguliere competitie fusioneerde de club met FSV Sport Rot-Weiß 1899 Hannover en trad als SpVgg 1897 Hannover aan in de Noord-Duitse eindronde.

### FSV Sport Rot-Weiß 1899 Hannover
FSV Sport Rot-Weiß 1899 Hannover werd opgericht in 1899. De club trad voor het eerst op de voorgrond in 1920/21 toen de club onder de naam FC Sport Hannover deelnam aan het kampioenschap. Voor het volgende seizoen werd de naam gewijzigd in FSV Sport Rot-Weiß 1899. De club eindigde steevast in de middenmoot van de competitie en eindigde nooit hoger dan de vierde plaats. Na een vijfde plaats in 1927/28 fusioneerde de club met Hannoverscher SC 02.

### SpVgg 1897 Hannover
De fusieclub ontstond dus in het midden van het seizoen en trad meteen aan in de eindronde. De club verloor van Victoria Hamburg en ging naar de verliezersgroep. De winnaar van deze groep maakte nog kans op een ticket voor de nationale eindronde, maar de club werd tweede achter Union 03 Altona.
Het volgende seizoen brak er revolutie uit in Noord-Duitsland omdat de grote teams, voornamelijk uit de competitie van Groot-Hamburg, vonden dat de elf competities die er waren het niveau niet ten goede kwamen. Vele competities vielen in het water en de voetbalbond gaf toegevingen aan de rebellen door de competities van elf naar zes te herleiden. De twee reeksen in Zuid-Hannover-Braunschweig werden samen gevoegd en de top vier mocht naar de eindronde. SpVgg werd derde en versloeg SV Polizei Hamburg in de eindronde en verloor dan van Holstein Kiel. Het volgende seizoen werd de club slechts zevende en in 1931/32 zelfs laatste waardoor een degradatie volgde.
In 1933 werden door de Nationaalsocialistische Duitse Arbeiderspartij, de nieuwe machthebber in Duitsland, de competities afgeschaft en vervangen door de Gauliga. SpVgg speelde in de tweede klasse en kon in het eerste seizoen via de eindronde promoveren naar de Gauliga Niedersachsen. Na één seizoen degradeerde de club weer. De club slaagde er niet meteen in terug te kregen en pas toen de Gauliga verder opgesplitst werd kon de club in 1943 weer promoveren. De club eindigde op een zevende plaats in 1943/44. Het volgende seizoen werd na enkele speeldagen al afgebroken door de gebeurtenissen in de Tweede Wereldoorlog.
Na de oorlog fuseerde de club met FTS 1893 Hannover, dat in 1933 door de nazi's verboden en ontbonden werd. De nieuwe naam werd HSC Hannover.